# Viccarbe
Viccarbe es una empresa de diseño de interiores dedicada a la fabricación de mobiliario contemporáneo para el hogar e instalaciones afincada en Valencia. Fue fundada en 1999 por Víctor Carrasco Berlanga, ingeniero mecánico y titulado en Diseño Industrial por la Universidad Politécnica de Valencia (UPV). La empresa mantiene estrechos lazos de colaboración con la UPV, en concreto con la Escuela Técnica Superior de Ingeniería del Diseño (ETSID), dado que varios empleados de la firma cursaron sus estudios allí y además es la encargada de probar de los prototipos.
En 2008, Viccarbe estaba presente en 45 países. El 80% de sus ventas se producen fuera de España y la mitad de sus exportaciones se sitúan fuera de Europa. Viccarbe cuenta con certificación de calidad de servicio (ISO 9001 e ISO 14001).

## Proyectos
Viccarbe ha desarrollado proyectos en varios países que incluyen sus piezas de mobiliario:
- Museo Reina Sofía
- las oficinas de empresas como Linkedin,[4] Microsoft, Adobe o Coca Cola en Estados Unidos,
- universidades como la Tokyo Science University y Teikyo Heisei University en Japón,
- Museu Restaurant y cafetería de L'Hemisfèric (ambos en Ciudad de las Artes y las Ciencias de Valencia),
- Port Lounge Restaurant Suite 347 para la Copa América 2007 y 2008 y Segunda y Tercera edición del Valencia Open 500 de tenis.[4]
- Tribeca Grand Hotel (Nueva York)[5]
- Hotel Meliá de Valencia[4]
- sede de BMW Engasa[4]

## Diseñadores
En Viccarbe han participado diseñadores de renombre internacional:
- Patricia Urquiola (Oviedo, España - 1961)
- Piero Lissoni (Italia - 1956). Su silla Season Chair fue galardonada con el Red Dot Award Product Design 2016.[6][7]
- Naoto Fukasawa (Yamanashi, Japón - 1956)
- Tomoya Tabuchi, finalista en los premios Architizer A+ en la categoría de «Furniture-seating-contract».[8][9]
- Jean-Marie Massaud (Toulouse, Francia – 1966)
- Vincent Van Duysen (Lokeren, Bélgica – 1962)
- Toan Nguyen (Paris, Francia - 1969)
- Arik Levy (Tel-Aviv, Israel – 1963)
- Jeffrey Bernett (Champaign, Illinois – 1964)
- Kensaku Oshiro (Okinawa, Japón - 1977)[10]
- Jorge Pensi (Buenos Aires, Argentina - 1946)
- Odosdesign (Valencia, España)

## Premios
Viccarbe ha recibido varios premios y reconocimientos:
- Premios Príncipe Felipe a la Excelencia Empresarial – 2008[1]
- Good Design Award otorgado por el Chicago Athenaeum: Museum of Architecture and Design 2008 a la colección Holyday
- Red Dot Design Award 2008[1]